# مارتين لي (مذيع)
مارتين لي (بالإنجليزية: Martyn Lee)‏ هو مذيع بريطاني، ولد في 22 يوليو 1978.
شغل منصب مدير برنامج المحطات الإذاعية على الساحل الجنوبي لإنجلترا بما في ذلك 2CR FM وOriginal 106 وThe Coast 106. يعمل لي أيضًا مع جامعة بورنماوث في دوراتهم الإعلامية والإذاعية.